# Andre Cason
Pour les articles homonymes, voir Cason.
Andre Cason, né le 20 janvier 1969 à Virginia Beach, est un ancien athlète américain qui s'est illustré dans les courses de sprint telles le 60 m, le 100 m et le relais 4 × 100 m. Il a été vice-champion du monde du 100 m en 1993 à Stuttgart et deux fois titré en relais 4 x 100 m.

## Carrière
En 1991, Andre Cason devient champion du monde du relais 4 × 100 m  lors des Championnats du monde de Tokyo avec Leroy Burrell, Dennis Mitchell et Carl Lewis en établissant un nouveau record du monde en 37 s 50. Quelques semaines après cet exploit, Andre Cason court son premier 100 m sous les 10 secondes (9 s 99 établi à Coblence). Il est également médaillé d'argent des Jeux panaméricains.
En 1992, il établit un nouveau record du monde du 60 m en salle en 6 s 41. Durant l'été, lors des qualifications américaines aux Jeux olympiques de Barcelone, Cason est contraint de mettre un terme à sa saison à la suite d'une blessure.
L'athlète américain se rattrape l'été suivant en 1993 où il se qualifie pour les Championnats du Monde de Stuttgart. Il décroche à cette occasion la médaille d'argent du 100 m (en 9 s 92) et la médaille d'or du relais 4 × 100 m avec ses coéquipiers américains Jon Drummond, Dennis Mitchell et Leroy Burrell, battant une nouvelle fois le record du monde en 37 s 48.

## Palmarès
| Date | Compétition                    | Lieu      | Résultat | Épreuve   | Performance |
| ---- | ------------------------------ | --------- | -------- | --------- | ----------- |
| 1988 | Championnats du monde juniors  | Sudbury   | 1er      | 100 m     | 10 s 22     |
| 1988 | Championnats du monde juniors  | Sudbury   | 1er      | 4 × 100 m | 39 s 27     |
| 1989 | Universiades                   | Duisbourg | 1er      | 100 m     | 10 s 29     |
| 1989 | Universiades                   | Duisbourg | 1er      | 4 × 100 m | 38 s 58     |
| 1989 | Coupe du monde des nations     | Barcelone | 1er      | 4 × 100 m | 38 s 29     |
| 1990 | Goodwill Games                 | Seattle   | 1er      | 4 × 100 m | 38 s 45     |
| 1991 | Championnats du monde en salle | Séville   | 1er      | 60 m      | 6 s 54      |
| 1991 | Jeux panaméricains             | Séville   | 2e       | 100 m     | 10 s 35     |
| 1991 | Championnats du monde          | Tokyo     | 1er      | 4 × 100 m | 37 s 50     |
| 1993 | Championnats du monde          | Stuttgart | 2e       | 100 m     | 9 s 92      |
| 1993 | Championnats du monde          | Stuttgart | 1er      | 4 × 100 m | 37 s 48     |

## Records personnels
- 60 m (salle) : 6 s 41 en 1992 à Madrid
- 100 m : 9 s 92 en 1993 à Stuttgart